# Kris Aquino
Kristina Bernadette Aquino-Yap (Quezon City, 14 februari 1971) is een bekende televisiepersoonlijkheid en actrice in de Filipijnen.
Kris Aquino is het vijfde en jongste kind van voormalig president Corazon Aquino en Ninoy Aquino, senator en oppositieleider ten tijde van Ferdinand Marcos. Haar enige broer Noynoy Aquino, werd bij de verkiezingen van 2010 gekozen als president van de Filipijnen.
In 2004 won Aquino de titel Box Office Queen voor haar rollen in Filipijnse kaskrakers als Feng Shui en So Happy Together. In 2006 herhaalde ze deze prestatie door haar rol in de film Sukob. Naast haar filmcarrière is Aquino bekend geworden als televisiepresentatrice van ABS-CBN. In 2014 heeft zij haar eigen ochtend talkshow "Kris TV", acteert in films en heeft ze haar eigen tijdschrift genaamd "K Magazine".
Ze heeft twee zonen.
- International Standard Name Identifier: 0000 0000 6787 0247
- Library of Congress Control Number: no97014570
- MusicBrainz: a5e72db7-cad5-4abf-ae7b-c308cb70a399
- Virtual International Authority File: 95126012
- WorldCat: E39PBJrrBHxPCkBQGVQKCx6tKd